# 田中亜弥 (歌手)
田中 亜弥（たなか あや、1987年8月1日 - ）は、日本の歌手。東京都出身。シアーボーカルスクール新宿校出身。T＆T Production所属。以前はシアーミュージックエンタテインメント、Birthday Eveに所属していた。血液型A型。

## プロフィール
早稲田大学在学中の2007年に前所属事務所主催のオーディションでグランプリを獲得。立石賢司のプロデュースで2008年1月25日に全国デビューした。
4枚目のシングル「言い訳達人～明日やろうは馬鹿野郎～」を【3ヶ月で2000人に販売する】という企画を行っている。
2010年3月9日にプロデューサー立石賢司やアーティスト、スタッフらと共に新しく株式会社Birthday Eveの設立に参画。その月の21日に所属アーティスト全員によるオムニバスアルバム「Bithday Eve」に参加。
5枚目シングル「スキスキキライ カキフライ」を【3ヶ月で2000人に販売する】という企画に再挑戦（2010年5月現在）。7月には初のワンマンライブの開催が決定。
2012年8月、アーティスト名を田中亜弥からFighting AYAに改名。10月から初の冠番組『Fighting AYA "Girls Be Ambitious!"』でメインパーソナリティを務める。
2013年7月　アーティスト名を田中亜弥に戻し、アーティストだけではなく、タレントとしても活動を始める。

## ディスコグラフィー

### CDシングル（maxiシングル）
1. image〜嘘と真実とワタシ〜（2008年1月25日 SLCO-036）
  1. image〜嘘と真実とワタシ〜
  2. Waver
  3. Dear My Friend〜星空の向こうで〜
  4. 君と夏
  5. image〜嘘と真実とワタシ〜（アコースティック）
  6. Waver（アコースティック）
2. 苺（2008年11月5日 SLCO-068）
  1. 苺
  2. 孤独な月と君と僕
  3. ひとりの夜
  4. 北風
  5. 苺（アコースティック）
  6. 孤独な月と君と僕（アコースティック）
3. 大きな雲（2009年6月17日 SHCL-091)
  1. 大きな雲
  2. 深呼吸
  3. 母親の手
  4. 大きな雲(Instrumental)
  5. 深呼吸(Instrumental)
4. 言い訳達人～明日やろうは馬鹿野郎～（2010年1月13日 SHCL-105）
  1. 言い訳達人～明日やろうは馬鹿野郎～
  2. チョコレイト・ファイター
  3. 大きな雲（アコースティック）
  4. 言い訳達人～明日やろうは馬鹿野郎～(Instrumental)
  5. チョコレイト・ファイター(Instrumental)
5. スキスキキライ カキフライ～カキフライ 好き過ぎちゃうから 嫌いです。～（2010年5月16日 BEPR-007）
  1. スキスキキライ カキフライ
  2. ナゼナゼナ～ゼ？ カレーライス。
  3. 未完成なカスタードプリン
  4. スキスキキライ カキフライ(Instrumenntal)
  5. ナゼナゼナ～ゼ？ カレーライス(Instrumental)
  6. 未完成なカスタードプリン(Instrumental)

## 出演

### ラジオ
- Fighting AYA Girls Be Ambitious! （NACK 5、2012年10月4日-、木曜25:40-26:00）パーソナリティー[1]（STROBE NIGHT!の中のコーナー）